# Marc Webb
Marc Preston Webb, född 31 augusti 1974 i Bloomington, Indiana, är en amerikansk filmregissör och musikvideoregissör. Webb långfilmsdebuterade år 2009 med att regissera (500) Days of Summer. Därefter regisserade han The Amazing Spider-Man (2012) och uppföljaren  The Amazing Spider-Man 2 (2014). 

## Biografi
Marc Webb växte upp i Madison, Wisconsin, son till Margaret Ruth Stocker och Norman Lott Webb. Han tog examen under 1992 från Madison West High School. Webb studerade sedan vid Colorado College och University of Wisconsin-Madison.
Hans filmdebut (500) Days of Summer släpptes i juli 2009 och fick positiva recensioner från flera filmkritiker. Under januari 2010 anlitades Webb som regissör till The Amazing Spider-Man, en reboot som släpptes under juli 2012. Han regisserade också dennes uppföljare The Amazing Spider-Man 2.

## Filmografi
- 2009 – (500) Days of Summer
- 2012 – The Amazing Spider-Man
- 2014 – The Amazing Spider-Man 2
- 2017 – Gifted
- 2017 – The Only Living Boy in New York
- 2025 – Snövit